# Sinew
Sinew war eine deutsche Alternative-Rock-/Progressive-Rock-Band aus Marburg, wo sie 2004 gegründet wurde.
Der Bandname bezieht sich auf den Song Sinews der Band Drive Like Jehu. Die Musiker mochten den Klang und die Bedeutung des Wortes und entschieden sich daher, der Band diesen Namen zu geben.

## Bandgeschichte
Nachdem sich die Band Psycho Gambola von Andreas Mette, Sotirios Kelekidis und Andreas Tiedemann aufgelöst hatte, beschlossen die drei sich auf die Suche nach einem Sänger für eine neue Band zu machen. Im Jahr 2003 probten sie dann mit verschiedenen Musikern, bis mit Sascha Junker endlich der geeignete Sänger gefunden war.
Das gemeinsame Projekt wurde auf den Namen Sinew getauft.
Zusammen arbeitete man an ersten Songs, die dann schließlich im Winter 2004 auf der EP Silenced veröffentlicht wurden.
Kurze Zeit später verließ Andreas Tiedemann die Band, welcher schon kurz darauf von Sascha Christ ersetzt wurde. So fand die Band ein festes Line-Up.
In der folgenden Zeit arbeitete die Band an den Songs für das geplante Langspieldebüt.
Am 29. Februar 2008 erschien The Beauty of Contrast auf Alveran Records und wurde von Kritikern und Fans hochgelobt.
Es folgten anschließend eine einwöchige Tour und viele Shows in Deutschland, der Schweiz und Polen.
Am 25. Mai 2012 erschien mit Pilots of a New Sky das zweite Album, nun auf Quality Steel Records, nachdem Alveran Records 2009 aufgelöst wurde. Es erreichte bei vielen Musikblogs und -Zeitschriften Höchstnoten und wurde auf laut.de unter die besten Metal-Alben 2012 gewählt.
Im November 2015 gab die Band ihre Auflösung bekannt.

## Diskografie

### Studioalben
- 2008: The Beauty of Contrast (Alveran Records / Soulfood Distribution)
- 2012: Pilots of a New Sky (Quality Steel Records / Soulfood Distribution)

### EPs
- 2005: Silenced (Eigenproduktion)